# Gorin (Fluss)
Der Gorin (russisch Горин, Горюн, Гарин (Gorjun, Gorin)) ist ein linker Nebenfluss des Amur in der Region Chabarowsk im Fernen Osten Russlands. 
Der Gorin entsteht am Nordwesthang des Dajanygebirges, etwa 100 km westlich der Stadt Komsomolsk am Amur. Der Fluss verlässt das Bergland in nordöstlicher Richtung. Er nimmt anschließend die linken Nebenflüsse Dewjatka, Charpi und Boktor von links und Churmuli von rechts auf. Die Dewjatka entwässert den Eworonsee. Der Gorin wendet sich nach Südosten und trifft nach 390 km auf den Amur, etwa 30 km östlich von Komsomolsk. Der Gorin hat ein Einzugsgebiet von 22.400 km². An der Mündung befindet sich das Komsomolsker Naturreservat.